# Glosar de fiziologie
Prezentul glosar de fiziologie conține termeni din domeniul fiziologiei.

## A
- abducție – mișcare de îndepărtare a unui membru față de axul median al corpului.
- aberație – abatere a unui organ de la tipul normal de formă, de structură sau de funcționare.
- abilități motorii - capacitatea corpului de a controla și coordona mișcările mușchilor pentru a efectua diferite sarcini; implică activitatea sistemului nervos central și a mușchilor, permițând mișcări voluntare și precise.
- absorbție - reținerea lichidelor sau a altor substanțe de către țesuturile corpului; cea mai mare parte a absorbției hranei are loc în intestinul subțire (vezi absorbție intestinală).

- absorbție activă - absorbție care are loc datorită unei activități proprii a celulelor epiteliilor de absorbție, care conțin mai mult oxigen decât în stare de repaus.
- absorbție celulară - pătrunderea prin membrana celulelor a unos substanțe din sânge în plasma interstițială și care stă la baza vieții celulei.
- absorbție cutanată (sau parenterală) - pătrunderea prin piele a unor substanțe (novocaină, histamină etc.) care, introduse în creme prin frecare, pătrund mai ușor în piele.
- absorbție digestivă - proces fizico-chimic prin care principiile alimentare de bază, rezultate prin procesul digestiei, trec în sânge (aminoacizi, glucoză, glicerină, săruri minerale etc.) sau în limfă (grăsimile).
- absorbție intestinală - pătrunderea în sânge a produșilor rezultați din digestie.
- absorbție parenterală - vezi absorbție cutanată.
- absorbție pasivă - absorbție care are loc datorită fenomenelor de difuziune, de diferențe de presiune osmotică.
- absorbție respiratorie - procesul prin care gazele și aerosolii (și unele anestezice) pătrund în sânge prin intermediul epiteliului alveolelor pulmonare.

- abstinență - renuntarea parțială sau totală la unele alimente, mai ales la băuturile alcoolice sau la satisfacerea unei nevoi ori unei dorințe (cum ar fi cea sexuală).
- acatectic - (despre celula hepatică) care devine incapabilă de a reține pigmenții biliari.
- aciditate gastrică - mărime care exprimă conținutul de acid clorhidric și de clor din sucul gastric.
- acomodare vizuală - adaptarea ochiului pentru obținerea unor imagini clare a obiectelor situate la diferite distanțe, realizată prin modificarea curburii cristalinului.
- acroeritroză - colorație în roșu a extremităților, ca urmare a vasodilatației.
- acromatopsie - incapacitatea de a distinge culorile.
- actină - proteină care se găsește în mușchi, având rol în contracția acestora.
- activitate nervoasă superioară - activitate a etajelor superioare ale sistemului nervos central, în scopul coordonării organismului la condițiile de mediu.
- acțiune dinamică specifică - proprietate a alimentelor de a face să crească metabolismul bazal atunci când sunt introduse în organism.
- acuitate - capacitatea organismului de a percepe impresiile și senzațiile la un prag coborât sau de a distinge diferențe și nuanțe minime.
- acuitate vizuală - capacitatea ochilor de a percepe două puncte vizibile sub un unghi cât mai mic; gradul în care o persoană poate distinge detalii fine.
- acumetrie - vezi audiometrie.
- acumetru - vezi audiometru.
- acustic - termen care se referă la sunete sau la simțul auzului.
- adamantoliză - proces de distrugere a țesutului adamantin.
- adaptare - proces prin care un organ de simț are un răspuns diminuat gradual la stimularea continuă sau repetată.
- adductor - mușchi care servește la adducție.
- adducție - mișcare de apropiere a unui membru de axul median al corpului.
- adipogen - care produce țesut adipos.
- adipogeneză - formarea de grăsimi în organismul animal; sinonim: lipogeneză.
- adipoliză:

- proces de dizolvare a grăsimilor prin hidroliză;
- funcție prin care un țesut restituie sângelui grăsimile depozitate; sinonim: lipoliză.
- adiție latentă - apariția unei reacții fiziologice într-un organism, în urma mai multor excitații succesive, dar de mică intensitate; sinonim: sumație.
- adrenalină - hormon cu acțiune asupra metabolismului, mărind consumul de oxigen și provocând creșterea concentrației glucozei în sânge (sinonime: epinefrină, suprarenină).
- adrenalinogen - care produce adrenalină.
- adrenergic - care provoacă secreția de adrenalină; care acționează ca adrenalina.
- adrenocrom - produs intermediar al metabolismului adrenalinei care determină reducerea timpului de sângerare și mărește rezistența capilară.
- aerofagie - înghițire și acumulare în stomac a unei cantități de aer și care poate cauza senzații de balonare; la sugari se datorează suptului în gol.
- afebril - vezi apiretic.
- aferentație - transmiterea excitației nervoase de la neuronii senzoriali periferici la cei centrali.
- aferentație directă - aferentație prin care centrii nervoși primesc informații de la receptorii senzoriali (ochi, ureche, piele etc.).
- aferentație inversă - transmiterea impulsurilor nervoase de la organele de execuție (mușchi, glande etc.) înapoi spre centrii nervoși.
- agenitalism - absență a secreției interne a glandelor sexuale.
- agonist:

- (mușchi) care produce relaxare, o anumită mișcare, în sensul dorit;
- (substanță, agent) care concură la producerea unui anumit efect.
- agregare a trombocitelor - etapa prealabilă a coagulării sanguine și care are loc în urma aderării la colagen a trombocitelor sub efectul adenozindifosfatului eliberat de acestea.
- alasotonic - care este cauzat de schimbarea sau scăderea turgescenței.
- albuminogen - care produce albumină.
- alcaliemie - creșterea pH-ului sau scăderea concentrației ionilor de hidrogen din sânge; alcaloză.
- alcaloză - vezi alcaliemie.
- alcoolemie:

- prezență temporară a alcoolului în sânge; procent de alcool în sânge;
- test utilizat în medicina legală și pentru verificarea gradului de alcool în sânge al șoferilor.
- alcoolurie - prezență temporară a alcoolului în urină.
- algezimetrie - determinare, cu ajutorul unui instrument numit algezimetru, a intensității excitației necesare pentru apariția unei senzații dureroase.
- algezimetru - vezi algezimetrie.
- algie - durere care apare survine spontan sau ca urmare a excitării unei formațiuni nervoase senzitive de către un proces patologic.
- algopareunie - copulație dureroasă.
- ambidextrie - capacitate de a se folosi cu aceeași îndemânare de ambele mâini.
- amfotonie -  stare de hiperactivitate a segmentului vegetativ simpatic și parasimpatic al sistemului nervos.
- amiostazie - tremur muscular.
- amiotonie - deficiența sau absența tonusului muscular; sinonim: miatonie.
- ampliație:

- creșterea în dimensiuni în toate sensurile a cavității toracice în timpul inspirației;
- mărirea abdomenului în timpul sarcinii sau prin acumulare de lichid în peritoneu.
- anabolism - fază a metabolismului în care substanțele nutritive se transformă în substanțe proprii organismului (sinonim: asimilație, vezi și metabolism, catabolism).
- anafilaxie - sensibilitate crescută a organismului față de administrarea extradigestivă repetată de proteine străine.
- anageneză - regenerare a țesuturilor vii distruse accidental.
- analiza mersului – evaluarea manierei sau stilului de mers al unei persoane, realizată de regulă prin observarea deplasării acesteia în linie dreaptă.
- analiza mișcării – investigarea mișcării umane, utilizată mai ales în medicina sportivă pentru a cunoaște structura, funcționalitatea și eficiența acesteia.
- analizator - aparat anatomofuncțional, constituit dintr-un receptor periferic (organ de simț), dintr-o cale prin care excitația acestuia se transmite în sistemul nervos central și dintr-un capăt central (celulele scoarței cerebrale), în care se termină calea nervoasă.
- analizator kinestezic - aparat anatomofuncțional care analizează mișcările (sinonim: analizator motor).
- analizator motor - vezi: analizator kinestezic.
- androgeneză (sau androgenie) - proces de producere a hormonilor masculini.
- andropauză:

- perioadă de involuție, începând de la o vârstă determinată, a funcției testiculare, ce determină scăderea testosteronului plasmatic, iar pe plan clinic scăderea libidoului, reducerea pilozității sexuale, tulburări cardiovasculare, neuropsihice, neurovegetative și osoase;
- ansamblu de manifestări organice și psihice apărute la bărbați în această perioadă.
- anduranță - capacitatea organismului de a susține efortul sau activitatea fizică într-o perioadă extinsă de timp.
- anergie - stare a unui organism care a pierdut capacitatea de a reacționa specific la un alergen sau antigen la care a fost sensibilizat anterior.
- anergizant - care provoacă anergie.
- angiospasm - micșorarea vaselor sanguine dintr-o anumită regiune a corpului, ca urmare a contracției fibrelor musculare circulare din tunica medie; determină tulburarea circulației locale și creșterea tensiunii arteriale.
- anizomenoree - ritm neregulat al ciclurilor menstruale.
- anizosfigmie - inegalitate în amplitudinea pulsului arterial.
- anizostenie - inegalitate a tonusului în unele grupe de mușchi.
- antagonism - opoziție funcțională reciprocă între două acțiuni ale unor sisteme, organe, fenomene sau substanțe biochimice.
- anteversie - îndoire, întoarcere sau deplasare anterioară a unui organ.
- antiperistaltism - activitate a tubului digestiv care constă în contrații inverse sensului normal (de la intestinul gros spre stomac), putând avea drept consecință evacuarea alimentelor și a sucurilor gastrice prin vărsături; vezi și mișcări antiperistaltice.
- antisialagog - (factor) care diminuează sau stopează secreția salivară.
- antrenament fizic - pregătire, prin exercițiu metodic, pentru atingerea anumitor performanțe fizice (vezi și exercițiu fizic).
- aparat de exerciții fizice - un dispozitiv care antrenează un mușchi sau o grupă de mușchi opunând o anumită rezistență în execuția unei mișcări fixe, exemple: presa pentru picioare, aparat cu scripeți pentru flexii la biceps, aparat pentru abdomen.
- apărare musculară - contracție provocată și dureroasă a mușchilor peretelui abdominal, care dispare la palparea progresivă și reflectă o inflamație localizată.
- aperistaltism - lipsă a peristaltismului.
- apiretic - (despre pacienți) care are temperatura corpului în limite normale; (despre procese patologice) care nu este însoțit de febră; sinonim: afebril.
- aplastic - care nu prezintă indicii de regenerare a globulelor roșii.
- apnee - suspendarea temporară a respirației, voluntar sau prin diferite metode (de exemplu prin strangulare).
- apocrin - (despre glande) care, odată cu secreția, elimină și o parte a celulei; secreția apocrină este caracteristică glandei mamare.
- apoptoză - moarte celulară izolată și programată, care încheie ciclul celular normal al unei celule și creează condiții fiziologice pentru înlocuirea sa.
- arc reflex - ansamblul elementelor nervoase care asigură transmiterea unei excitații până la un ganglion nervos și reacția consecutivă inconștientă a unui mușchi (reflex).
- arderi - proces de descompunere prin oxidare a substanțelor vii din organism.
- areflexie - absență a reflexelor.
- arteriectazie - dilatare a arterelor.
- artrocinematică - analiza mișcărilor relative care apar între suprafețele conjugate ale unei articulații (de rostogolire, alunecare sau pivotare).
- artrogeneză - proces de formare a oaselor.
- artromalacie - hiperlaxitate ligamentară.
- asfigmie - absență temporară a pulsului.
- asimilație - vezi anabolism.
- asinclitism - mod asimetric de angajare și coborâre a fătului în bazinul matern.
- asinergie - incapacitate patologică de a îndeplini simultan diferite mișcări elementare care intră în constituirea unei activități motrice, din cauza dereglării succesiunii contracțiilor musculare care participă la un gest esențial; disinergie.
- asistolie:

- slăbire a sistolei cardiace, în special în ultima fază a bolilor cardiace; (impropriu) insuficiență cardiacă totală;
- insuficiență funcțională a unui organ (ficat, stomac, intestin).
- aspermatic - lipsit de spermă.
- aspermatism - imposibilitate de producere sau de evacuare a lichidului seminal; sterilitate masculină.
- astenocorie - reflex fotopupilar întârziat la lumină.
- astenospermie - reducere a vitalității spermatozoizilor.
- astringent - (despre unele substanțe) care are proprietatea de a contracta țesuturile organismului; care face gura pungă.
- ataxíe - neregularitate a funcțiilor fiziologice.
- ataxoadinamie - tulburare a dinamogenezei, caracterizată prin scăderea tonusului motor în același timp cu diminuarea forței musculare.
- atmorinometru - aparat care înregistrează și măsoară petele făcute pe o suprafață rece de vaporii de apă existenți în aerul expirat pe nări.
- atonie - slăbire a elasticității, tonictății țesuturilor din organism, în special a mușchilor.
- atrofiere - degenerare morfologică a unui țesut sau organ din cauza inactivității sau în urma unor tulburări de nutriție.
- audibilitate - limitele între care un sunet începe să fie perceput și până provoacă o senzație dureroasă.
- audiofonologie - disciplină care se ocupă de patologia organelor de fonație și de audiție.
- audiograf - audiometru înregistrator.
- audiografie - înregistrare grafică a rezultatelor audiometrice.
- audiogramă - grafic care se trasează în urmă măsurătorilor audiometrice și care indică acuitatea auditivă a unei persoane.
- audiometrie - denumire generică a metodelor și a tehnicilor de examinare medicală a funcției auditive cu ajutorul audiometrului; sinonim: acumetrie.
- audiometru - aparat utilizat în măsurătorile audiometrice; sinonim: acumetru.
- autoaglutinare - aglutinarea eritrocitelor unui subiect de către serul sangvin propriu.
- autocontrol - supraveghere permanentă și control exercitat asupra funcționării proceselor metabolice care au loc în propriul organism.
- autonomie - funcționare independentă a unui organ sau a unui sistem, nesubordonată controlului voluntar.
- autotoxină - toxină produsă de un organism prin el însuși.
- auz - unul dintre cele cinci simțuri (la vertebrate și la unele nevertebrate superioare) cu ajutorul căruia se percep sunetele (vibrațiile sonore), se înregistrează direct intensitatea, distanța, precum și variațiile acestora, al cărui organ este urechea.
- axe ale mișcării - linii de orientare utilizate în descrierea formațiunilor anatomice și a mișcării; se numesc: longitudinală, sagitală și transversală și delimitează planele în care se realizează mișcarea.
- avital - care este lipsit de caractere vitale.
- azotemie - cantitatea de azot care există în sânge (sub formă de uree, acid uric etc.).

## B
- balonare - prezența gazelor în cantitate mare la nivelul intestinelor (sinonim: meteorism).
- barestezie - sensibilitate profundă a țesuturilor și a organelor la variațiile de presiune și de greutate.
- bariera hemato-encefalică - mecanism care controlează trecerea din sânge în lichidul cefalorahidian și în spațiile celulare din jurul celulelor creierului; protejează creierul de efectul unor substanțe nocive.
- barocameră - incintă în care se realizează microclimaturi de altitudine și presiune, servind la studierea fiziologiei organismului la diferite înălțimi, precum și la tratamentul anumitor boli.
- baroreceptor - receptor nervos sensibil la modificările presiunii arteriale sau prin aplicarea unei greutăți (în sens larg, fiind numit presoreceptor); cei mai mulți baroreceptori se află în sinusul carotidian, la nivelul arcului aortic, iar alții se găsesc în pereții altor artere și vene mari și în pereții cordului.
- barosensibilitate:

- sensibilitate la modificările presiunii arteriale;
- sensibilitate a organismului, a unui organ sau a unei zone din organism la variațiile presiunii atmosferice.
- batiestezie - sensibilitate profundă care rezultă din stimularea receptorilor musculotendinoși.
- batipnee - respirație profundă.
- batmotrop - care se referă la excitabilitatea fibrei musculare.
- batmotropism - însușire a fibrelor musculare de a fi batmotrope.
- bătătură - îngroșare a pielii de pe mâini sau picioare din cauza unei frecări repetate.
- bătrânețe - stadiu final al evoluției ontogenetice, care apare după maturitate, caracterizat prin scăderea funcțiilor fiziologice (vezi și îmbătrânire).
- beția adâncurilor - stare de euforie cauzată de creșterea azotului din sânge la persoane care coboară la mari adâncimi în mări sau oceane.
- bibloc - perturbare a conducției electrice în cele două ramuri ale fasciculului His (bloc de ramură bilateral).
- bigeminism - tulburare de ritm a inimii, caracterizată prin sistole de amplitudine redusă (extrasistolă) la un interval de timp scurt după fiecare sistolă normală.
- bilanț - analiză cantitativă a diferitelor elemente (minerale, glucide, lipide, proteine, lichide etc.) primite și cedate de organism, de obicei, în cadrul unui proces fiziologic.
- bilanț articular - rezultatul examinării care concretizează măsurătorile efectuate pentru a pune în evidență amplitudinea mișcărilor de la nivelul articulațiilor, pe toate directiile de mișcare.
- bilanț muscular - sistem de mijloace prin intermediul căruia se evaluează forța unui mușchi sau a unor grupuri musculare.
- bilă - secreție a ficatului cu gust amar, excretat în intestinul subțire și care are rol fiziologic în digestie (în special cea a grăsimilor); altă denumire: fiere.
- biligen - care produce bilă.
- biligeneză - proces de producere a bilei.
- biliopriv - care este provocat de lipsa bilei.
- biloliză - liză bacteriană în prezența bilei sau a sărurilor biliare.
- binocular:

- care se referă la ambii ochi;
- formare simultană a două imagini ale aceluiași obiect pe retină.
- bioamplificator - aparat electronic folosit la amplificarea biopotențialelor musculare.
- biocalorimetrie - utilizarea calorimetriei pentru măsurarea cantității de căldură produse de o ființă vie.
- biocâmp - câmp de acțiune specific organismelor vii, în care fenomenele electromagnetice se interferează cu fenomenele bioenergetice.
- biocurent - energie electrică produsă în țesuturile și organele vii; electricitate de origine animală; exemplu: în scoarța cerebrală există biocurenți.
- biodetector - organ de simț al organismelor vii.
- bioelectricitate - ansamblu de fenomene electrice care însoțesc fenomenele fiziologice.
- bioelectrogeneză - capacitate a unei structuri vii de a produce biocurenți.
- bioenergetică -ramură a biofizicii care se ocupă cu studiul surselor energetice și al transformărilor de energie în organismele vii.
- bioenergie - energie consumată sau eliberată în procedele biologice.
- bioenergonomie - ramură a energonomiei care pune accentul pe comportarea organismului în timpul efortului, în procesul muncii.
- biomagnetism:

- capitol al biofizicii care se ocupă cu studiul câmpurilor magnetice generate de structurile biologice, precum și cu acțiunea acestora asupra organismelor vii;
- proprietate a organismelor vii de a genera câmpuri magnetice.
- biopotențial - diferență de potențial datorită concentrației diferite de ioni existente în interiorul și în afara celulei.
- bioritm - ritm al activității organismului datorat particularităților biologice individuale.
- bioritmogramă - reprezentare grafică a ritmurilor biologice.
- bioritmologie - studiu științific al bioritmurilor.
- biostimulare - stimulare a creșterii și a rezistenței organismului cu ajutorul biostimulatorilor.
- biotermogeneză - proces biofizic de transformare a energiei chimice în căldură, la nivel celular.
- biotolerat - care este acceptat de organism.
- biotonus - raportul dintre asimilație și dezasimilație în organism.
- biotransformare - transformare suferită de substanțele străine introduse în organism.
- blefarochalasis - relaxare a țesutului subcutanat și a pleoapei superioare, cînd pielea devine subțire, flască și ridată, luând o tentă roșiatică.
- blefarofimoză - retracție a fantei palpebrale, dereminată de o cicatrice sau în urma îmbătrânirii.
- blefarostenoză - îngustare a pleoapelor.
- blocaj - întrerupere bruscă a desfășurării unui proces sau a unei funcții fiziologice.
- bloc cardiac - tulburare de ritm a inimii datorită întreruperii undei de excitație care străbate acest organ.
- bol alimentar - cocoloș rezultat din mestecarea alimentelor cu salivă în cavitatea bucală.
- borborigme - zgomote produse de gazele din stomac sau din intestine, asemănătoare cu niște bolboroseli.
- bradipepsie - digestie lentă.
- bradipnee - încetinire anormală a ritmului respirator.
- bradisfigmie - rărire a bătăilor pulsului.
- braditrofie - încetinire a proceselor metabolice.
- bradiurie - eliminare încetinită a urinei.
- brahipnee - respirație scurtă, sacadată.
- bronhoconstricție - contracție a bronhiilor și a bronhiolelor, care antrenează diminuarea lumenului bronșic.
- bronhodilatație - scădere a tonusului musculaturii netede bronșice, cu creșterea consecutivă a diametrului lumenului bronhiilor.
- bronhofonie - rezonanță exagerată a vocii bolnavului la auscultarea plămânilor, datorată unor boli (pneumonie, bronșită, astm etc.).
- bronhospasm - contracție spasmodică a bronhiilor, asociată frecvent cu o hipersecreție de mucus, provocată de tuse, efort etc.
- bufeu:

- senzație puternică și neașteptată, caracterizată prin febră, enervare, puls accelerat, palpitații etc, care poate apărea la femei în cursul menopauzei sau după instalarea acesteia;
- aer care iese brusc pe gură;
- mișcare bruscă și trecătoare; răbufnire.

## C
- cacosmie - percepție exagerată, cu aspect patologic, a mirosului urât, respingător.
- cacotrofie - nutriție defectuoasă.
- Cahill, ciclu ~ - vezi ciclul glucoză-alanină.
- calazie - inhibiția și relaxarea unei contracții prealabile susținute a unui mușchi sau a unui grup muscular sinergic.
- calcemie - prezența calciului în sânge; concentrația calciului în sânge.
- calcificare (sau calcifiere) - depunerea de săruri de calciu în țesuturi, având drept rezultat întărirea acestora sau ca mod de vindecare a unei leziuni.
- calcipexie - fixare a calciului în țesuturi.
- calciurie - eliminare a calciului prin urină.
- caloricitate - proprietate a organismelor animale de a dezvolta și păstra căldura.
- calorificare - producere de căldură în corpurile vii.
- calorigen - capabil să genereze căldură.
- calorimetrie - metodă de măsurare a cantității de căldură consumate de corpul uman.
- campimetrie - măsurarea câmpului vizual cu ajutorul unui instrument numit campimetru.
- campimetru - ecran plat marcat de un punct central, punct de fixație, utilizat în investigarea câmpului vizual sau în campimetrie.
- canal ionic - grupare de proteine de membrană (membranale) cu pori, care permit migrarea ionilor prin membranele celulare și care au un rol electrofiziologic.
- caniție - decolorare, albire dobândită a părului, apărând fiziologic la bătrâni sau patologic prematur (emoții puternice, distiroidii).
- capacitate inspiratorie - parametru respirator, reprezentând valoarea volumului de rezervă inspiratorie plus aceea a volumului curent.
- capacitate vitală - volumul maxim de aer pe care o persoană îl poate expira după o inspirație maximă.
- capilarotoxic - care exercită o acțiune nocivă asupra capilarelor sangvine.
- caractere sexuale secundare - caracteristici fizice care apar după pubertate ca rezultat al maturizării sexuale; la băieți, acestea sunt dezvoltarea părului facial și pubian și îngroșarea vocii, iar la fete sunt creșterea părului pubian și mărirea sânilor.
- cardiectazie - dilatare totală sau parțială a cavităților inimii.
- cardiogen - produs de inimă.
- cardiograf - aparat utilizat pentru înregistrarea grafică a activității inimii.
- cardiologie - parte a fiziologiei care se ocupă cu studiul inimii și ale vaselor de sânge.
- cardioselectivitate - predominanța relativă a efectului farmacologic cardiovascular, în cazul unor medicamente cu efecte plurifarmacologice, termenul fiind utilizat îndeosebi cu referire la agenții betablocanți.
- cardiospasm - spasm al inimii; contracție spasmodică a cardiei, manifestată prin dificultate la înghițire și ca un obstacol la trecerea alimentelor din esofag în stomac.
- cardiotrofie - nutriție a inimii.
- carotinemie (sau carotenemie) - concentrația carotenului în sânge.
- catabioză - degenerare a celulelor ca urmare a maturizării și îmbătrânirii.
- catabolism - fază a metabolismului în care substanțele proprii ale organismului (proteine, lipide, glucide) se descompun în substanțe mai simple; sinonim: dezasimilație.
- catacrotism - anomalie a pulsului, caracterizată prin ușoare expansiuni ale arterei după șocul principal.
- catafilaxie - deplasare a leucocitelor și a anticorpilor la locul unei infecții.
- cataforeză - introducere în organism a unor substanțe medicamentoase cu ajutorul ionizărilor prin curent continuu.
- catamenial - care se produce în timpul sau imediat înaintea menstruației; menstrual; care ține de menstruație, care se referă la menstruație.
- catatermograf - catatermometru înregistrator.
- catatermometru - termometru cu alcool, folosit la măsurarea căldurii pierdute de corpul omenesc din cauza curenților de aer și a transpirației.
- căldură animală - energie calorică rezultată în organismul animalelor și al omului în cursul proceselor de metabolism și în special al proceselor de oxidare.
- câmp vizual - spațiul cuprins de vedere când privirea este fixată asupra unui punct; una din cauzele diminuării acestuia este glaucomul.
- cârcel:

- contracție bruscă și involuntară a mușchilor de la extremități, însoțită de obicei de senzații dureroase;
- contracție spasmodică a stomacului.
- cementoliză - resorbție patologică a cementului dentar din zona rădăcinii dintelui.
- cenoză - evacuare a fecalelor din organism.
- centură ortopedică - dispozitiv folosit în unele afecțiuni ale sistemului osos, pentru menținerea corpului în poziție corectă.
- cerebrozidă - denumire pentru unele substanțe lipoidice complexe prezente în țesutul nervos cu rol important în metabolismul neuronului.
- cerumen - produs de secreție al glandelor sebacee ale conductului auditiv extern, care se prezintă sub forma unei substanțe ceroase, de culoare gălbuie.
- cetogen - (despre alimente sau despre regimuri alimentare) care favorizează producerea de cetone în organism.
- cetogeneză - descompunerea metabolică a grăsimilor, având ca efect formarea de cetone în organism.
- cetonemie - prezență a corpilor cetonici în sânge; cantitate de corpi cetonici prezentă în sânge.
- cetonurie - prezența în urină a corpilor cetonici rezultați din arderea incompletă a grăsimilor.
- chalon - substanță produsă de glandele cu secreție internă, care, circulând prin sânge, are acțiune inhibitoare asupra altor organe.
- cheag sangvin - masă de sânge coagulat formată din fibrină, în care sunt prinse trombocitele și eritrocitele, care îi dau culoarea roșie.
- chelifer - care aparține chilului, care se referă la chil; prin care circulă chilul; exemplu: vas chelifer.
- chemosinteză - fenomen prin care organismele vii folosesc, în sintezele organice, energia chimică rezultată prin oxidarea unor substanțe minerale; altă denumire: chimiosinteză.
- cheratinizare - infiltrarea cu cheratină a unei mucoase sau a straturilor superficiale ale pielii; îngroșare a stratului cornos al pielii.
- cheratoplastic - care stimulează producerea de cheratină și de țesut osos.
- cheratoză - îngroșare a stratului cornos al epidermei.
- chil:

- lichid alb-lăptos conținând nutrimente care pot fi absorbite de mucoasa intestinală la sfârșitul hidrolizei enzimatice;
- lichid conținut și vehiculat în vasele chelifere de la intestin la canalul toracic.
- chilopoieză - proces de formare a chilului.
- chim - masă semilichidă a alimentelor parțial digerate (bol alimentar), care trece din stomac în duoden, în timpul digestiei.
- chimiosinteză - vezi chemosinteză.
- chimism:

- totalitatea reacțiilor chimice din organism;
- cantitate a unei substanțe chimice într-un organ.
- chimism gastric - analiză a acidității sucului gastric din organism.

- chimograf (scris și kimograf):

- aparat folosit pentru înregistrarea grafică a mișcărilor unor organe interne (stomac, intestin etc.);
- aparat pentru înregistrarea sunetelor vorbirii.
- chimografie - înregistrare grafică a unor fenomene fiziologice cu ajutorul climografului (scris și kimografie).
- chimogramă - curbă care reprezintă rezultatul înregistrărilor la chimograf (scris și kimogramă).
- chinestezie - totalitatea senzațiilor care reflectă mișcările omului și ale părților corpului său (scris și kinestezie).
- cicloscop - aparat pentru măsurarea câmpului vizual.
- ciclospasm - mișcare convulsivă de acomodare a ochiului.
- ciclul acidului lactic - vezi ciclul Cori.
- ciclul Cori - calea metabolică prin care lactatul, produs în glicoliza anaerobă din mușchi, este transportat la ficat și transformat în glucoză, care apoi revine la mușchi, ciclul repetându-se; altă denumire: ciclul acidului lactic.
- ciclul glucoză-alanină - seria de reacții prin care grupările amino și carbonii din mușchi sunt transportați la ficat; altă denumire: ciclul Cahill.
- ciclu menstrual - vezi menstruație.
- circadian, sistem ~ - ansamblul bioritmurilor care apar legate unele cu altele fie printr-o relație cauză-efect, fie pentru că depind de același sincronizator; vezi și ritm circadian.
- circuit enterohepatic - circulația acizilor biliari, a bilirubinei, a medicamentelor sau a altor substanțe de la ficat la bilă, urmată de intrarea în intestinul subțire, absorbția de către enterocite și transportul înapoi la ficat.
- circulația sângelui - deplasare a sângelui în sistemul cardiovascular, determinată în special de contracțiile inimii.
- circumducție - mișcare circulară a membrelor sau a globilor oculari.
- cistoptoză - relaxarea anormală a vezicii urinare; reducerea capacității de contracție a peretelui vezicii urinare.
- citofiziologie - disciplină care studiază funcțiile celulei vii.
- cloremie - concentrație a clorului în sânge.
- coagularea sângelui - procesul de închegare a sângelui, datorită precipitării fibrinogenului solubil din plasmă în fibrină insolubilă.
- coarctație - strâmtare, îngustare, a unui conduct natural (cum ar fi aorta).
- colinergic -referitor la o acțiune stimulată, activată sau transmisă cu ajutorul colinei sau acetilcolinei.
- compensare - restabilire a echilibrului proceselor psihofiziologice prin reacții sau impulsuri orientate în sens opus.
- comutare - fenomenul elaborării unor reflexe condiționate diferite la unul și același stimul condiționat, în funcțiile de parametrii mediului ambiant.
- contorsiune - răsucire a trupului sau a unei părți a lui datorită contracției musculare; contracție violentă și involuntară a mușchilor; sinonim: crispație.
- contracție - diminuare în volum, lungime sau diametru a unor țesuturi sau organe, determinată de acțiunea anumitor stimuli (fizici, chimic etc.).

- contracție musculară - procesul prin care mușchii se scurtează și generează forță pentru a produce mișcare; este una dintre cele mai importante funcții ale mușchilor și este posibilă datorită interacțiunii dintre două proteine musculare principale, actina și miozina, care se găsesc în celulele musculare denumite fibra musculară; vezi și forță musculară.

- contracție musculară -  scurtare a unui mușchi în urma excitării acestuia; are ca efect realizarea unui lucru mecanic și asigură mișcările animalelor pluricelulare.
- copulație - actul împerecherii a doi indivizi de sex opus, prin care elementele sexuale masculine sunt depuse în organele genitale feminine; coit.
- corpi cetonici - produși intermediari ai metabolismului lipidelor, rezultați prin oxidarea acizilor grași.
- creștere - (despre organism sau părți ale acestuia) dezvoltare treptată, ca rezultat al proceselor vitale din organism.
- crispație - vezi contorsiune.
- cromotaxie - reacție locomotorie, orientată și obligatorie a organismelor mobile, declanșata și intreținută de o lumină cu o culoare strict determinată, care se poate efectua spre sursă (cromotaxie pozitivă) sau în sens opus acesteia (cromotaxie negativă).
- cronaxie - timpul minim in care are loc o excitație; timpul în care un curent electric trebuie să parcurgă un nerv, un mușchi etc., pentru a-l excita.

## D
- debit cardiac - cantitatea de sânge care trece din ventriculul stâng în circulație în cursul unei revoluții cardiace (sinonim: debit-bătaie).
- deficit caloric - situație în care corpul primește mai puțină energie din mâncare decât consumă, fiind cauza principală a scăderii în greutate (vezi  și surplus caloric).
- degenerescență - regresul pe care îl suferă un organ, o celulă ca urmare a lipsei de legătură fie cu sistemul nervos central, fie cu circulația sanguină.
- degerătură - leziunile produse de acțiunea frigului asupra țesuturilor, care în final pot conduce la cangrenă.
- deglutiție - totalitatea contracțiilor musculare prin care alimentele sunt împinse din gură, prin faringe și esofag până în stomac.
- dejecție:

- evacuare a excrețiilor din organism, în special a materiilor fecale;
- materia fecală evacuată.
- dezasimilație - vezi catabolism.
- diadinamic, curent ~ - curent electric utilizat în terapeutică pentru calmarea durerilor.
- diaforeză - proces de eliminare a transpirației prin piele.
- dializă renală - procesul de eliminare a excesului de apă, soluții, și toxine din sânge la persoanele ai căror rinichi nu mai pot îndeplini aceste funcții în mod natural.
- digestie - prelucrarea hranei până când substanțele nutritive sunt aduse la forma cea mai simplă în vederea utilizării lor; constă în transformări mecanice (mărunțire), fizice (dizolvare, umectare) și, mai ales, chimice (hidroliză).
- dinamometrie - măsurarea forței contracției musculare cu ajutorul dinamometrului.
- disinergie - vezi asinergie.
- disruptor endocrin - compus exogen care poate să influențeze sinteza, secreția, transportul, metabolismul, cuplarea cu receptorul specific sau eliminarea hormonilor endogeni, alterând echilibrul glandelor endocrine.

## E
- efect de prim pasaj - în farmacologie, un fenomen cauzat de metabolizarea unui medicament după administrarea orală, în urma căruia concentrația acestuia este redusă înainte ca medicamentul să fie absorbit în circulația sistemică.
- efectul yo-yo - termen care se referă la fenomenul prin care o persoană pierde în greutate prin dietă sau exerciții fizice intense, apoi recâștigă greutatea pierdută într-un timp relativ scurt, adesea din cauza revenirii la obiceiurile alimentare și de activitate fizică anterioare.
- efort - încordarea unui organ sau a întregului organism pentru realizarea unui randament deosebit; poate fi efort nervos (de atenție, de memorie) sau efort muscular.
- elasticitate - însușire a țesutului conjunctiv de a fi constituit din fibre elastice; însușire a fibrelor, ligamentelor etc. de a fi elastice.
- electricitate animală - energie electrică produsă în țesuturile vii pe seama energiei chimice eliberate în cursul proceselor de metabolism sau ca rezultat al excitării unor țesuturi.
- electrocardiografie - metodă de studiu a funcțiunii inimii prin înregistrarea grafică a activității electrice a mușchiului cardiac.
- electrocardiogramă - înregistrarea grafică a variației parametrilor electrici ce însoțesc activitatea musculară a inii.
- electrotonus - modificare a excitabilității unui țesut viu (nerv sau mușchi) în cursul trecerii prin țesutul respectiv a unui curent electric continuu.
- emetropie - proprietate a ochiului de a vedea normal.
- endotermie - capacitate a organismului de a produce căldură.
- energia specifică organelor de simț - teorie idealist-subiectivă, formulată de Johannes Peter Müller, conform căreia activitatea organelor de simț nu este determinată de realitate, ci de o "energie proprie", care nu are legătură cu lumea exterioară.
- energie cinetică - energie rezultată din procesul de dezasimilație, care este folosită de organism în activitatea sa.
- ergograf - dispozitiv pentru măsurarea forței musculară și a rezistenței la efort a unei persoane, compus dintr-o unitate de mână (o mână de prindere), un sistem de senzori și un computer pentru a înregistra și analiza datele.
- ergometrie - măsurarea lucrului mecanic efectuat în timpul unui efort fizic.
- eucapnie - prezență a dioxidului de carbon sanguin în cantități normale în sângele arterial.
- eucrazie - constituție fizică bună.
- excitant - substanță, fenomen care stimulează capacitatea funcțională a organismului; ceea ce provoacă o excitație; vezi și stimul.
- excitație - proces fiziologic manifestat prin activitatea funcțională a unei celule, a unui țesut sau a unui organ etc. ca reacție la un stimul, la un îndemn.
- excitație și inhibiție corticală - cele două procese fundamentale ale emisferelor cerebrale; acestea sunt opuse și se întrepătrund, exprimând unitatea și lupta contrariilor în activitatea nervoasă superioară.
- exercițiu fizic - acțiune fizică realizată sistematic și repetat, în scopul dobândirii sau perfecționării unor deprinderi sau abilități; exemple: săritul coardei, ridicat gantere, vâslit.
- expectorație - procesul de eliminare prin tuse a secrețiilor respiratorii, cum ar fi mucusul, sputa și alte particule străine din căile respiratorii inferioare (trahee, bronhii, plămâni).

## F
- fertilitate - capacitatea biologică a unui organism de a se reproduce și de a avea descendenți viabili.
- fibrilație - contracție spontană, repetată la intervale scurte, a unei fibre musculare sau a unui grup de fibre musculare.
- fibrilație atrială - ritmul anormal al inimii, caracterizat prin bătăi rapide și neregulate.
- fibrilație auriculară - tulburare de ritm a inimii, constând în contracții foarte rapide și dezordonate ale mușchilor auriculelor.
- fibrinoliză - descompunere a fibrinei, fenomen care se observă în insuficiențele hepatice.
- fiere - vezi bilă.
- fiziologia muncii - ramură a fiziologiei care se ocupă cu efectele procesului de muncă asupra funcțiunilor organismului.
- fiziologie - știință care se ocupă cu legile de funcționare ale organismului viu.
- flexiune - mișcare prin care un segment al corpului se îndoaie față de un alt segment (exemple: flexiunea antebrațului pe braț, a gambei pe coapsă).
- flutter - pulsație accelerată.
- flutter auricular - tulburare de ritm cardiac, caracterizată prin contracție frecventă și regulată a auriculelor.
- foame - stare a organismului care survine în cazul lipsei de hrană sau al hranei insuficiente și care determină scăderea rezervelor nutritive din mediul intern.
- focalizare - procesul prin care lumina care trece prin cristalin este adusă într-un punct focal pe retină; este un aspect crucial al vederii normale și implică modificări ale formei cristalinului pentru a ajusta puterea optică și pentru a obține o imagine clară a obiectelor situate la diferite distanțe.
- fonocardiogramă - înregistrare grafică a zgomotelorinimii, folosită în studiul fiziologiei inimii și în diagnosticul bolilor cardiace.
- forță (fizică sau musculară) - capacitatea mușchilor de a genera forță prin contracția lor, caracteristică importantă a funcționării musculare și este esențială pentru a putea realiza sarcini fizice, precum ridicarea obiectelor grele, efectuarea unor activități sportive sau menținerea poziției corpului.

- forță isterică - stare fiziologică ce constă în activarea sistemului nervos simpatic, în situații de stres extrem sau în momente de criză emoțională intensă și care constă în creșterea bruscă și semnificativă a forței fizice pe care o poate manifesta o persoană.

- frison - tremurătură convulsivă, uneori ritmică, care cuprinde corpul în totalitate și care poate indica boli febrile ca: pneumonie, malarie, variolă etc.
- funcție - manifestare a activitătii organismelor vii, specifică unui organ, unui țesut, unui aparat; exemple: funcția de nutriție, de relație, de reproducere.
- funcții vitale⁠(d) - procese esențiale pentru menținerea vieții și funcționarea corectă a organismului: ventilația pulmonară, circulația sângelui, activitatea sistemului nervos central, funcția renală, termoreglarea, funcțiile endocrine și metabolice.

## G
- galactoree - secreție excesivă de lapte la femei în perioada de alăptare.
- galop - ritm anormal al bătăilor inimii și care se datorează insuficienței funcționale a ventriculului stâng.
- glicemie - prezența glucozei în sânge; creșterea peste valori normale a acestui parametru se numește hiperglicemie.
- glicoliză - descompunerea glucidelor prin hidroliză în ficat și prin ardere în mușchi.
- gliconeogeneză - proces metabolic de sintetizarea a zahărului din substanțe neglucidice (aminoacizi, acid lactic, grăsimi etc.).
- glicozurie - apariția glucozei în urină ca urmare a hiperglicemiei.
- gonadotrop - grup de hormoni de natură protidică care stimulează glandele sexuale.
- grăsime corporală - substanță unsuroasă care acoperă mușchii și care înamagazinează energie pentru a putea fi folosită de organism în caz de nevoie.
- greutatea corporală - masa totală a tuturor componentelor corpului uman și care influențată de factori precum vârsta, sexul, nivelul de activitate fizică, dieta, genetica și starea de sănătate.
- grimasă - contorsiune involuntară sau voită a mușchilor feței; vezi și spasm.
- gust:

- simț prin care organismul primește informații asupra unor proprietăți chimice ale substanțelor cu care vine în contact și acesta prin intermediul papilelor gustative de pe limbă;
- proprietate a unor substanțe de a impresiona receptorii de gust.

## H
- hematocrit - aparat pentru determinarea volumului hematiilor dintr-o cantitate de sânge, prin separarea acestora cu ajutorul centrifugării.
- hematopoetic - care se referă la procesul de formare a celulelor sanguine.
- hematopoieză - proces de formare și de maturație a celulelor sanguine în organele hematopetice.
- hematoză - proces de formare a sângelui venos în sânge arterial la nivelul plămânilor.
- hemostază - totalitatea mecanismelor (fiziologie, medicamentoase sau chirurgicale) care intervin în oprirea sângerării la nivelul vaselor mici (capilare) și mijlocii (arteriole, metaarteriole și venule).
- hidroragie - trecere a apei din plasma sanguină în spațiile interstițiale ale organismului.
- hipertermie - creșterea anormală a temperaturii corpului.
- hipertrofie - creșterea dimensiunii unui organ sau a unui țesut datorită măriri dimensiunii celulelor componente.

- hipertrofie musculară⁠(d) - hipertrofie care apare atunci când mușchii sunt supuși unui efort fizic intens și repetat, ca în cazul antrenamentelor de forță⁠(d) (cum ar fi culturismul), determinând adaptări structurale care cresc volumul muscular.

- hipoxie - stare în care țesuturile nu primesc o cantitate suficientă de oxigen pentru a funcționa corect; poate afecta atât funcționarea normală a celulelor, cât și capacitatea organismului de a menține funcțiile vitale⁠(d); vezi și saturație de oxigen⁠(d).
- holocrin - tip de secreție exocrină caracterizat prin aceea că celula secretorie, împreună cu produsele elaborate de aceasta, formează elementele componente ale secreției glandulare; acest tip de secreție este specific glandelor sebacee.
- hrană - denumire generică pentru substanțele care conțin factori nutritivi (proteine, glucide, lipide), necesari organismului viu pentru nevoile energetice și în procesele de creștere.

## I
- idiosincrasie - termen care se referă la reacțiile individuale neobișnuite sau inedite ale unui organism față de substanțe chimice, medicamente sau alte stimuli.
- impuls - undă de excitație transmisă prin intermediul căilor nervoase.
- inducție - mecanism nervos prin care o stare de excitație sau de inhibiție dintr-un centru nervos favorizează sau determină apariția stării opuse într-un alt centru nervos.
- izoritmic - stare a fenomenelor cardiologice care apar și se repetă în același ritm.

## Î
- întindere musculară - solicitare a fibrelor musculare (de obicei de la membre) peste posibilitățile lor de întindere, ajungând până la ruptură.

## K
- kimograf - vezi chimograf.
- kimografie - vezi chiomgrafie.
- kimogramă - vezi chimogramă.
- kinestezie - vezi chinestezie.

## L
- lanțul transportor de electroni - o serie de complexe, în cadrul respirației celulare care au ca scop transferul intracelular de electroni, de la donori la acceptori, prin intermediul unor procese redox.
- lichid tubular - lichidul din tubulii rinichiului, care ulterior devine urină și se elimină prin uretere.
- lipogeneză - vezi adipogeneză.
- lipoliză - vezi adipoliză.
- lumină animală - lumină produsă de unele insecte (licurici) și de unele animale submarine (pești luminoși), pe baza energiei chimice a unor substanțe, fenomen numit bioluminescență.

## M
- masticație - proces de mestecare a alimentelor în cavitatea bucală și care se face cu ajutorul dinților, limbii și mușchilor masticatori.
- mecanism de acțiune - interacțiunea biochimică specifică prin care un medicament produce un anumit efect farmacologic⁠(d).
- mecanoreceptor - organ de simț care recepționează excitanți mecanici, asigurând inervația senzitivă a unor segmente ale tubului digestiv, pereții vaselor sanguine, vezicii urinare, pielii.
- menopauză - încetarea definitvă a menstruației la femeie, la 45-50 de ani sau mai devreme în caz de insuficiență ovariană.
- menstruație - pierdere de sânge cu punct de plecare uterin, la femeia adultă și care se produce regulat (la aproximativ patru săptămâni); altă denumire: ciclu menstrual.
- metabolism -  totalitatea proceselor complexe de sinteză, de asimilație (cu înmagazinare de energie), de degradare și de dezasimilație (însoțită de eliberare de energie), pe care le suferă substanțele dintr-un organism viu.
- metabolism aerob - totalitatea proceselor metabolice care au nevoie de oxigen.
- metabolism anaerob - totalitatea proceselor metabolice) la nivelul microorganismelor și care nu au nevoie de aer pentru îndeplinirea unor funcții.
- metabolism bazal - energia cheltuită de organism pentru asigurarea funcțiilor de bază (respirație, circulație, menținerea temperaturii etc.) în condiții de repaus (fizic, digestiv, termic etc.).
- meteorism - vezi balonare.
- mișcări antiperistaltice - mișcări care contractă intestinul, stomacul și esofagul, făcând ca alimentele să fie împinse de-a lungul tubului digestiv în sens invers celui normal; vezi și antiperistaltism.
- moarte - încetarea vieții unei persoane care se constată în cazul opririi inimii și a respirației, caracterizată prin: lipsa totalã de cunoștință și de activitate motrică spontană, abolirea reflexelor trunchiului cerebral, absența totală a ventilației spontane.
- mucus - secreție produsă de celulele mucoase ale unor glande.

## N
- naștere - actul prin care fătul, ajuns la stadiul de viabilitate, este expulzat sau extras pe cale naturală din cavitatea uterină.
- neuromodulare - procesul fiziologic prin care un anumit neuron folosește una sau mai multe substanțe chimice pentru a regla diverse populații de neuroni.
- neurotransmițător - substanță chimică eliberată de neuroni pentru a transmite semnale către alte celule, cum ar fi alți neuroni, mușchii sau glandele; exemple: dopamina, serotonina, noradrenalina, acetilcolina, GABA.
- nictemer - interval de 24 de ore, unitate fiziologică cuprinzând, pentru om și animale, o perioadă de ritmuri biologice.

## O
- oboseală - stare de slăbiciune datorată unui efort excesiv, fizic sau intelectual; dacă starea de oboseală se repetă, apare surmenajul.

- oboseala cardiovasculară - epuizarea sistemului cardiovascular în timpul efortului fizic susținut și care poate duce la creșterea ritmului cardiac, scăderea performanței și senzația de epuizare generală.
- oboseală metabolică - epuizarea resurselor energetice ale organismului, cum ar fi glicogenul în mușchi și ficat.

- olfacție - vezi miros.
- organe hematopoetice - organe care dau naștere celulelor sanguine: măduva oaselor, organele limfatice, țesutul reticulo-endotelial.
- ortoforie - echilibru muscular normal al ochilor; paralelism perfect al axelor vizuale;
- ortostatism - menținere a corpului în poziția verticală.
- oscilometru - aparat care permite înregistrarea oscilațiilor pereților arteriali și deci înregistrarea tensiunii arteriale.
- osmoreglare - totalitatea proceselor prin care se asigură presiunea osmotică constantă a lichidelor din organism.
- osteoclazie - resorbție osoasă datorită osteoclastelor.
- ovulație - stadiu din ciclul ovarian care constă în eliminarea din ovar a ovulului devenit matur.
- oxigenarea sângelui - proces de transformare a sângelui venos în sânge arterial sub acțiunea oxigenului combinat cu hemoglobina la nivelul alveolelor pulmonare.

## P
- perimetru - instrument de determinare a câmpului vizual (perimetru vizual) sau a circumferinței unui dinte (perimetru dentar).
- peristaltism - mișcările de contracție ale stomacului și intestinului, care antrenează alimentele de-a lungul tubului digestiv.
- pneumograf - aparat cu ajutorul căruia se înregistrează mișcările respiratorii ale cutiei toracice.
- potențial de acțiune - diferență de potențial electric între două puncte ale unui organ (ale unei celule) în timpul activității acestuia.
- potențial de repaus - diferență de potențial electric între două puncte ale unui organ (ale unei celule) în timpul când acesta se află în repaus.
- prag - valoare minimă a unui factor, necesară pentru a permite apariția sau desfășurarea unui fenomen fiziologic.
- prag de excitație - intensitatea minimă a unui excitant de la care apare excitația.
- prag senzorial absolut - mărime minimă a unui excitant, necesară pentru a provocă o senzație abia perceptibilă.
- prehensil - (despre organe animale) care are facultatea de a apuca, de a prinde.
- presiune arterială - vezi tensiune arterială.
- presiune parțială a gazelor oxigen și dioxid de carbon în sângele arterial și venos și în aerul expirat și inspirat
- presoreceptór - terminație nervoasă senzitivă, care poate fi excitată de variațiile de presiune din arborele circulator și care se află în special pe pereții arterelor mari; vezi și baroreceptor.
- procentul de grăsime corporală - proporția sau cantitatea de țesut adipos în raport cu masa totală a corpului, indicator important al modului în care grăsimea afectează funcționarea corpului, inclusiv modul în care influențează metabolismul, regularea temperaturii corpului și stocarea de energie.

## R
- rata metabolismului - ritmul în care sunt convertite depozitele de energie activă din organism și care depinde de: masa musculară, aportul caloric prin alimentație și efortul fizic.
- reactivitate - proprietate a unui țesut de a reacționa la un stimul oarecare.

- reactivitate patologică - reactivitate caracterizează prin răspunsuri inadecvate, diferite cantitativ sau calitativ de cele normale (exemple: hipersensibilitate, alergie, anafilaxie).

- reflex de acomodare - capacitatea sistemului vizual de a ajusta focalizarea pentru a obține o imagine clară a obiectelor situate la diferite distanțe; acest reflex este esențial pentru vederea normală și implică o serie de modificări în structurile ochiului, cum ar fi cristalinul și corneea.
- reflex fotopupilar - modificare a diametrului pupilei datorat unui flux luminos incident pupilei.
- resorbție - dispariție a unei colecții de lichid (patologic) prin absorbția lui treptată în țesuturile vecine.
- respirație - totalitatea proceselor fiziologice prin care se realizează schimbul de gaze (absorbirea oxigenului și eliminarea dioxidului de carbon) între organismele vii și mediul înconjurător; acțiune ritmică și mecanică prin care animalele superioare inspiră aerul ambiant conținând oxigenul necesar întreținerii vieții și expiră dioxidul de carbon și vaporii de apă rezultați din arderi.

- respirație artificială - mijloc de reanimare care constă în efectuarea unui ansamblu de mișcări ce se execută asupra corpului unei persoane, pentru a provoca reluarea mișcărilor respiratorii normale, întrerupte în caz de asfixiere, sincopă etc., în vederea introducerii și scoaterii alternative și ritmice a aerului din plămâni.
- respirație în tandem - procedeu folosit în caz de urgență, în care doi scafandri respiră aer din aceeași butelie cu aer comprimat.

- rezervă alcalină - cantitate de bicarbonat de sodiu din plasmă, exprimată în cm3 de dioxid de carbon, care se degajă din 100 ml de plasmă la presiunea parțială a dioxidului de carbon de 40 mm coloană de mercur și la temperatura corpului.
- ritm circadian - ritm biologic intern pe o durată de aproximativ 24 de ore al unui organism (aflat în imposibilitatea de a sesiza alternanța dintre zi și noapte); vezi și circadian, sistem ~.

## S
- saturație de oxigen⁠(d) -  procentul de hemoglobină din sânge care este saturată cu oxigen; indică eficiența cu care oxigenul este transportat în sânge și furnizat către țesuturile și organele corpului.
- secreție - procesul prin care celulele sau glandele din corpul unui organism produc și eliberează substanțe necesare funcționării organismului: enzime, hormoni, mucus, transpirație, salivă și alte fluide esențiale pentru diverse funcții biologice.
- sensibilitate - capacitate a organismelor vii de a simți, de a percepe prin simțuri tot ceea ce vine din exterior sau de a reacționa la excitații.
- sindrom de realimentare⁠(d) - afecțiune care apare la pacienții subnutriți sau înfometați care au fost reintroduși într-un regim alimentar normal sau au primit nutriție artificială, când organismul nu mai este capabil să se adapteze brusc la aportul caloric crescut și la reîncărcarea de nutrienți.
- sistem hematopoietic - sistem biologic responsabil pentru producerea celulelor sanguine (hematopoieză).
- spasm -  contracție involuntară bruscă (și violentă) a unui mușchi sau a unui grup de mușchi; convulsie; vezi și grimasă.
- spirometru - aparat pentru măsurarea capacității vitale.
- stare staționară - condiție în care variabilele fiziologice (cum ar fi concentrația anumitor substanțe, rata metabolică, temperatura corpului etc.) rămân constante în timp, deși procesele biologice subiacente sunt active și dinamice.
- stereocampimetru - aparat pentru măsurarea întinderii câmpului vizual concomitent la ambii ochi.
- sterilitate - incapacitate de reproducere datorită unor boli sau condiții de viață improprii.
- stimul - factor care declanșează un proces fiziologic, care excită o activitate fiziologică; vezi și excitant.
- suc gastric (sau digestiv) - lichid secretat de glandele stomacale, cu ajutorul căruia se face digestia.
- supraactivitate - activitate anormală, excesivă a unui organ.
- supramaturație ovariană - totalitatea modificărilor care survin într-un ovul rămas nefertilizat o perioadă mai lungă decât cea normală.
- surplus caloric - situație în care corpul primește mai multă energie din mâncare decât consumă, fiind cauza principală a creșterii în greutate (vezi și deficit caloric).

## T
- tahicardie - accelerare anormală a ritmului cardiac.
- tahifagie - acțiune de a ingera repede alimentele, cu masticație insuficientă.
- tahifilaxie - scădere acută, bruscă, a efectului administrării unui medicament, fiind caracterizată printr-o toleranță dobândită acută.
- tensiune arterială - presiune cu care circulă sângele în artere, echivalentă cu presiunea pe care sângele o exercită asupra pereților arteriali; presiune mai mare decât cea normală, constituind o stare patologică (hipertensiune arterială).
- tensiune oculară - tensiune a arterelor oculare.
- terapie ocupațională⁠(d) - set exerciții și activități care sunt concepute pentru a sprijini recuperarea sau adaptarea corpului la schimbările survenite în urma unei leziuni, afecțiuni sau dizabilități, având în vedere funcțiile musculare, nervoase și scheletice ale organismului.
- termoanalgezie (sau termoanestezie) - insensibilitate la excitanți termici care în mod normal produc durere.
- termobiogramă - curbă reprezentând cantitatea de căldură degajată de un sistem viu, un individ, o populație sau o biocenoză.
- termoestezie - sensibilitate la variațiile de temperatură.
- termoesteziometru - instrument pentru măsurarea sensibilității la căldură.
- termogenetic - care stimulează producerea de căldură în organism.
- termogeneză - proces de producere a energiei calorice de către organismul animal.
- termoliză - proces fiziologic prin care organismul cedează mediului ambiant surplusul de căldură.
- termomorfoză - modificare morfologică a unui organ datorat temperaturii.
- timp de protrombină - parametru sanguin măsurat în laborator pentru a evalua capacitatea de coagulare a sângelui.
- tiraj - tragere a aerului în plămâni ca urmare a contracției mușchilor inspiratori.
- toleranță farmacologică - fenomenul prin care organismul devine din ce în ce mai puțin sensibil la efectele unui medicament după administrări repetate, ceea ce duce la necesitatea creșterii dozei pentru a obține același efect terapeutic sau fiziologic.
- tonus muscular - stare permanentă de ușoară tensiune a mușchilor unui organism sănătos (aflat în repaus).
- trombus - cheag de sânge format în vene sau în artere.
- turgescență - umflare locală a unui țesut datorită acumulării de lichide (sânge, limfă etc.) din cauza unui obstacol survenit pe traiectul vaselor sanguine sau limfatice.

## U
- ultrafiltrare renală - proces renal care are loc la bariera dintre sânge și filtrat în capsula glomerulară (capsula lui Bowman).

## V
- vasoconstricție - micșorare a diametrului vaselor sangvine prin contracția fibrelor musculare netede din pereții lor (ceea ce are drept rezultat reducerea afluxului de sânge).
- vasodilatație (sau vasodilatare) - mărire a diametrului vaselor sangvine prin relaxarea fibrelor musculare netede din pereții lor (ceea ce are drept rezultat sporirea afluxului de sânge); vezi și acroeritroză.
- ventilație artificială - mijloc de asistare sau stimulare a respirației, utilizat în timpul operației cu anestezie generală sau când un pacient este în comă.
- viteză de sedimentare a hematiilor - intervalul de timp în care se depun globulele roșii dintr-o cantitate de sânge recoltat într-un tub de sticlă gradat, care permite depistarea unor procese infecțioase.
- voleu - serie rapidă de contracții musculare provocate artificial.
- vorbire - procesul complex prin care sunetele și cuvintele sunt produse și articulate folosind organele de vorbire, cum ar fi limba, buzele, cavitatea bucală, corzile vocale și alte structuri implicate în producerea sunetelor.

## Z
- zgomot - sunet sau amestec de sunete discordante, puternice, care impresionează în mod neplăcut auzul.

- zgomot intestinal - sunete produse de mișcările gazelor, lichidelor și alimentelor prin tractul gastro-intestinal, ca rezultat al proceselor digestive.